# Haplothysanus bifidus
Haplothysanus bifidus är en mångfotingart som beskrevs av Kraus 1966. Haplothysanus bifidus ingår i släktet Haplothysanus och familjen Odontopygidae. Inga underarter finns listade i Catalogue of Life.